# Christina (film, 1929)
Pour les articles homonymes, voir Christina.

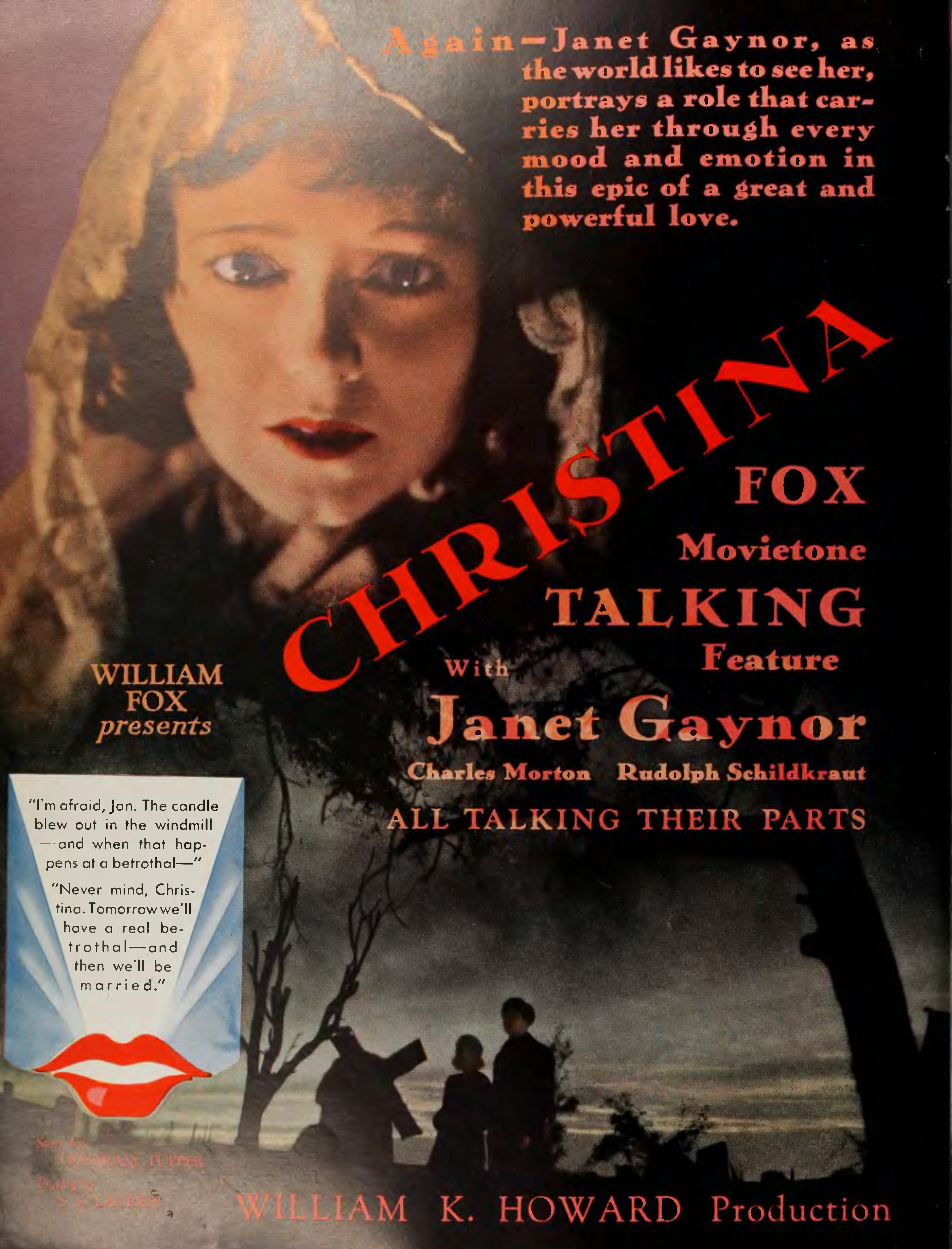
Annonce du film dans le magazine Film Daily.

Christina est un film américain réalisé par William K. Howard et sorti en 1929.
Il est considéré comme perdu, mais les affiches subsistantes indiquent qu'il en existait une version parlante. 

## Fiche technique
- Réalisation : William K. Howard
- Scénario : Tristram Tupper, Marion Orth
- Dialogues : S.K. Lauren
- Titres : H.H. Caldwell, Katherine Hilliker
- Photographie : Lucien Andriot
- Montage : Harry H. Caldwell, Katherine Hilliker
- Distributeur : Fox Film Corporation
- Durée : 85 minutes
- Date de sortie :
  - États-Unis : 15 décembre 1929

## Distribution
- Janet Gaynor : Christina
- Charles Morton : Jan
- Rudolph Schildkraut : Niklaas
- Harry Cording : Dick Torpe
- Lucy Doraine : Madame Bosman